# Aeroportul Brive – Souillac
Aeroportul Brive – Souillac (IATA: BVE, ICAO: LFSL) este un aeroport din Nespouls, Cantonul Brive-la-Gaillarde-Sud-Ouest, Arondismentul Brive-la-Gaillarde, Corrèze, Nouvelle-Aquitaine, Franța metropolitană, Franța ce deservește zona Brive-la-Gaillarde. Aeroportul a fost tranzitat în 2022 de 91.621 de pasageri. A fost deschis în 15 iunie 2010 și numit după zona deservită.
Situat la o altitudine de 310 m, aeroportul dispune de 2 piste.

## Infrastructură

### Piste
Aeroportul dispune de 2 piste. Pista 11/29 are suprafața de asfalt și dimensiunile 2.100 m × 45 m. Pista are orientarea 11R/29L. 